# サラート

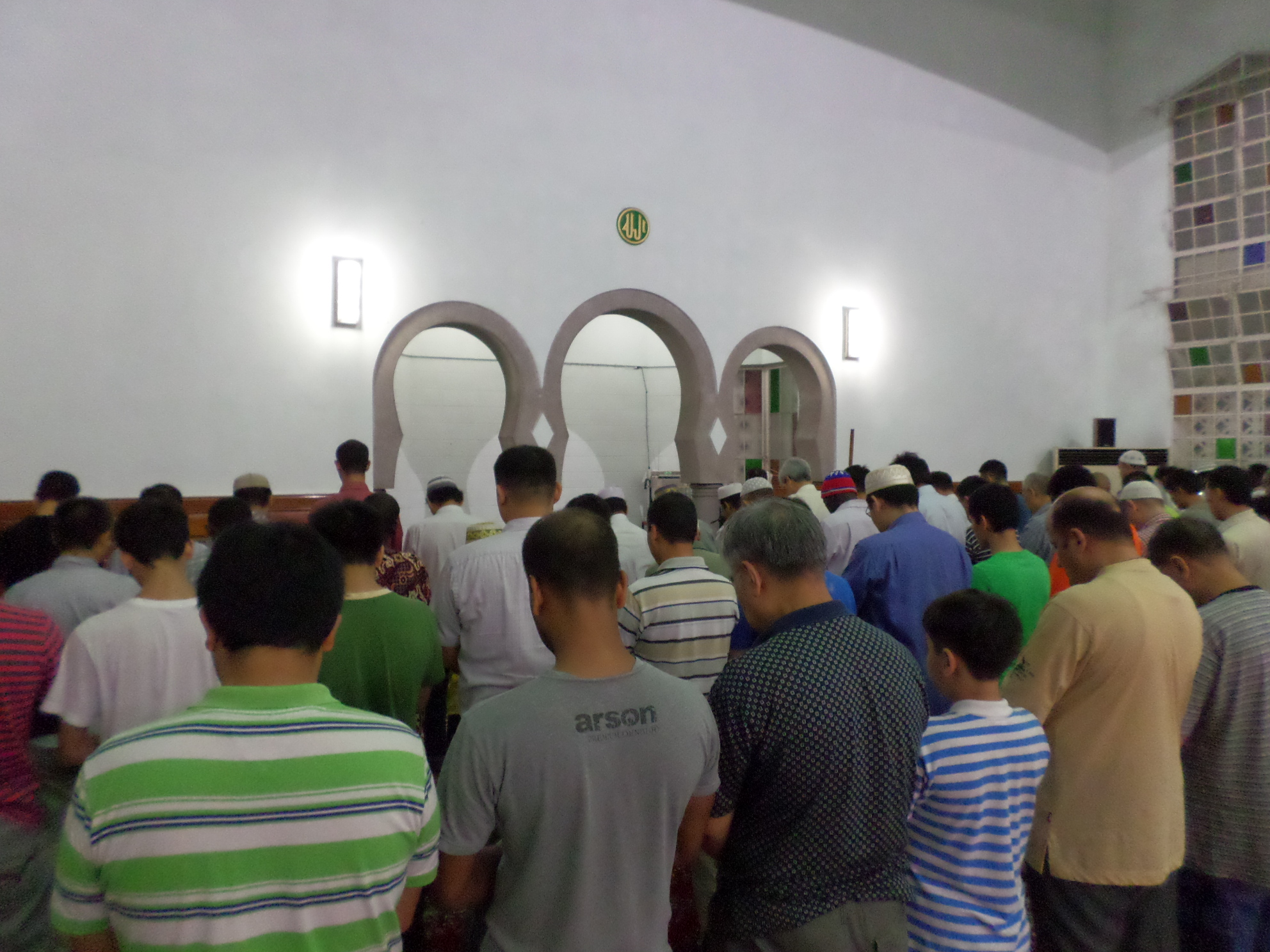
サラート

サラート（礼拝、サラー、アラビア語: صلاة ṣalāt, 複数形 صلوات ṣalawāt, 古典アラビア語: صلوة ṣalawah）とは、カアバ神殿の方角へ向かって祈ることで、イスラム教の五行のひとつである。ペルシア語、ベンガル語、ウルドゥー語、トルコ語、南スラヴ諸語の一部では、ペルシャ語による意訳ナマーズ（نماز）に基づいた言葉で呼ばれる（ベンガル文字: নামাজ, ラテン文字: namaz, キリル文字: намаз）。
礼拝の方法には一定の決まりがある。ふだんは家庭などで個人で行ってもいいが、イスラムの祝日である金曜日の礼拝（全5回）のうち、少なくとも1回はモスクに集まってみなで行うことが奨励される。礼拝が始まる時間はムアッジンと呼ばれる人によって告げられるが、これをアザーンという。昔はモスクの尖塔（ミナレット）の上からアザーンが行われたが、現在はスピーカーが取り付けられている。
礼拝は1日5回行う。各礼拝は以下のようになっており、具体的な時間はその場所での日の出と日没の時間によって変わるため場所と季節の影響により時間が細かく変化する。現代では地域ごとの正確な礼拝時刻表が数日から一日刻みで精密に作られており、インターネットでも検索可能で、スマートフォンに専用モバイルアプリをダウンロードする者もいる。
日の出の1時間以上前には起きて礼拝の準備をしなければならないため、正確に守ろうとするとムスリムは大変な早起きをすることになる。日本の場合では日の出が早い8月ごろの場合には礼拝の時間は4時前となり、日の出が遅い冬場の12月から1月でも5時半前後になる。

## 各礼拝の時間帯一覧
| 名称             | 時間帯                                          | 任意（ファルドゥ前） | 任意（ファルドゥ前） | ファルドゥ（義務） | 任意（ファルドゥ後）     | 任意（ファルドゥ後）                               |
| 名称             | 時間帯                                          | スンナ派             | シーア派             | ファルドゥ（義務） | スンナ派                 | シーア派                                           |
| ---------------- | ----------------------------------------------- | -------------------- | -------------------- | ------------------ | ------------------------ | -------------------------------------------------- |
| ファジュル (فجر) | 夜明け前                                        | 2ラカート            | 2ラカート            | 2ラカート          | —                        | —                                                  |
| ズフル (ظهر)     | 日の出からアスルまで                            | 4ラカート            | 2-4ラカート          | 4ラカート          | 2ラカート                | —                                                  |
| アスル (عصر)     | 影が自分の身長と同じ（1倍）になってから日没まで | 4ラカート            | 2-4ラカート          | 4ラカート          | —                        | —                                                  |
| マグリブ (مغرب)  | 日没から日がなくなるまで                        | —                    | 2-4ラカート          | 3ラカート          | 2ラカート                | 2ラカート                                          |
| イシャー (عشاء)  | 夜                                              | 4ラカート            | 4ラカート            | 4ラカート          | 2ラカート 3ラカート Witr | 2ラカート,8 ラカート (4×2 ラカート) Salat al-Layl3 |

- ラカート：礼拝単位、カーバの神殿に向かって立ち、一回の立礼と二回の座礼を行うことで、１ラカートと数える